# Orenius
Genre
Orenius est un genre de collemboles de la famille des Bourletiellidae.

## Distribution
Les espèces de ce genre se rencontrent en Israël et au Yémen.

## Liste des espèces
Selon Checklist of the Collembola of the World (version du 14 août 2019) :
- Orenius maculatus Bretfeld, 2005
- Orenius parvus Bretfeld, 2000

## Publication originale
- Bretfeld, 2000 : Collembola Symphypleona (Insecta, Entognatha) from Israel. Israel Journal of Zoology, vol. 46, no 4, p. 313-341.